# Zakroczym
Zakroczym là một thị trấn thuộc huyện Nowodworski, tỉnh Mazowieckie ở trung-đông Ba Lan. Thị trấn có diện tích 20 km². Đến ngày 1 tháng 1 năm 2011, dân số của thị trấn là 3321 người và mật độ 166 người/km².